# ロシアと朝鮮の関係
ロシアと朝鮮の関係（ロシアとちょうせんのかんけい、ロシア語: Российско-корейские отношения）は、ロシア（ソビエト連邦を含む）と朝鮮（李氏朝鮮、日本統治時代の朝鮮、朝鮮民主主義人民共和国、大韓民国を含む）の関係を述べる。

## 概要
ロシアと朝鮮の関係は、李氏朝鮮が清の命令でロシア・ツァーリ国との戦いに参加させられたことに始まる。朝鮮ではこれを羅禅征伐という。19世紀になると国境を越えて朝鮮人が沿海州に移住し始め、これを高麗人と称するようになる。19世紀末から20世紀初めには、朝鮮は大日本帝国、清、ロシア帝国の勢力争いの場となった。一時期、朝鮮で親露派が権力を握り、高宗がロシア公使館に居住する（露館播遷）という異常事態となる。その後、日露戦争の結果、日本が朝鮮を併合した。日本統治時代の朝鮮から逃れて、ソ連に逃げ込んだ朝鮮独立運動の武装勢力（義兵）が、「イルクーツク派」、「上海派」などに分裂して主導権争いを起こした後、武装解除を求めるソ連の赤軍と対立して壊滅させられた。これを自由市惨変という。また1930年代には、ヨシフ・スターリンの政策によりカザフスタンなどの中央アジアに強制移住させられた。
第二次世界大戦の後、ソ連は朝鮮の北半分を占領し、抗日パルチザンの金日成を送り込んで朝鮮民主主義人民共和国（北朝鮮）を建国、更に朝鮮戦争が勃発する。その後、朝鮮労働党内部の権力争いである8月宗派事件でソ連派は粛清された。ソ連と大韓民国は対立関係が続いていたが、1990年に国交を樹立した。一方、冷戦中はソ連が北朝鮮を援助していたが、90年代からKGBによる北朝鮮クーデター陰謀事件などでほぼ停滞し、ソ連崩壊後に新たに成立したロシア連邦は北朝鮮よりソ連時代に関係正常化した韓国を重視するようになった。国際連合安全保障理事会決議1718から国連での北朝鮮への経済制裁にも度々賛成して北朝鮮から中国とともに「米国に追従した」などと批判されている。1996年に更新されなかったソ朝友好協力相互援助条約の代わりとして2000年にロ朝友好善隣協力条約を結んでからは南北等距離外交を行うも軍事同盟の条項は削除された。韓国軍はT-80の供与など経済借款返還によりロシアの軍事協力も受けている。大韓民国はロシアの協力でロケット羅老を打ち上げ、2回失敗してから3回目に成功した。
2022年ロシアのウクライナ侵攻が開始されると、ロシアが北朝鮮に対して弾薬などの提供を打診したとの報道がなされた。北朝鮮側は否定したが、2023年に入るとウクライナの前線では北朝鮮製の武器が一部で出回り始めた。2023年9月13日、ロシアのウラジーミル・プーチン大統領と北朝鮮の金正恩総書記による首脳会談が行われ、ロシア側からは軍事協力の可能性、北朝鮮側からは人工衛星の開発支援などが提案された。翌月には、露朝国境の豆満江駅に過去に例をみない規模の貨物列車の到着が確認されたことから、武器輸出が行われたとの報道がなされた。2024年6月19日、プーチン大統領と金正恩総書記が平壌で首脳会談し、有事の際に相互支援することなどが盛り込まれたロ朝戦略的パートナーシップ条約に署名した。ここにきて、ロシアはそれまでの韓国よりも北朝鮮を最重視するようになったといえる。

## 歴史
- 1654年 第1次羅禅征伐
- 1658年 第2次羅禅征伐
- 1860年 ロシアと清の北京条約で沿海州がロシア領となり、ロシアと朝鮮が接するようになる
- 1884年 露朝修好通商条約
- 1885年 露朝密約事件
- 1888年 露朝陸路通商条約
- 1896年 露館播遷、山縣・ロバノフ協定
- 1898年 西・ローゼン協定
- 1904年 日露戦争
- 1921年 自由市惨変
- 1945年 ソ連が朝鮮半島の北部(現在の北朝鮮)にソビエト民政庁が発足
- 1948年 朝鮮民主主義人民共和国、大韓民国が建国を宣言。ソ連は北朝鮮とのみ国交を樹立
- 1950年 朝鮮戦争勃発
- 1953年 朝鮮戦争休戦
- 1956年 朝鮮民主主義人民共和国でソ連派が粛清される
- 1961年 ソ朝友好協力相互援助条約
- 1978年 大韓航空機銃撃事件
- 1983年 大韓航空機撃墜事件
- 1988年 ソ連がソウルオリンピックに代表選手団を派遣
- 1990年 ソ連と大韓民国が国交樹立
- 2000年 ロ朝友好善隣協力条約
- 2003年 六者会合 アメリカ、北朝鮮、中国、日本、韓国、ロシア
- 2023年 露朝首脳会談
- 2024年 露朝首脳会談、ロ朝戦略的パートナーシップ条約

### 大韓民国とロシアのミサイル開発
- 2009年 羅老1号打ち上げ失敗
- 2010年 羅老2号打ち上げ失敗
- 2012年 羅老3号打ち上げ成功